# Eurocopter EC645
L'Eurocopter EC645 est un hélicoptère bimoteur polyvalent de la classe des trois tonnes développé par Eurocopter devenu Airbus Helicopters. C'est l'une des versions militaires développées sur la base du EC145, il peut transporter jusqu'à 11 personnes, dont le ou les pilotes, du matériel militaire ou de l'armement. L'hélicoptère est conçu pour la reconnaissance armée et le soutien léger au sol et est destiné aux marchés européens et nord-américains. Depuis le changement de dénomination sociale d'Airbus Helicopters, il est commercialisé sous l’appellation H145M.

## Modèles
- EC645 T1 ou H145M : Cellule d'EC145 T1 équipée d'une électronique militarisée et de moignons d'ailes pour l'emport d’armes.
- EC645 T2 : Cellule d'EC145 T2, avec des moteurs plus puissants et un rotor de queue à fenestrons, équipée d'une électronique militarisée et de moignons d'ailes pour l'emport d’armes.
- AAS-72X : EC645 T1 proposé à l'US Army pour le programme AAS (Armed Aerial Scout), annulé en 2013[3].
- AAS-72X+ : EC645 T2 proposé à l'US Army pour le programme AAS

## Utilisateurs

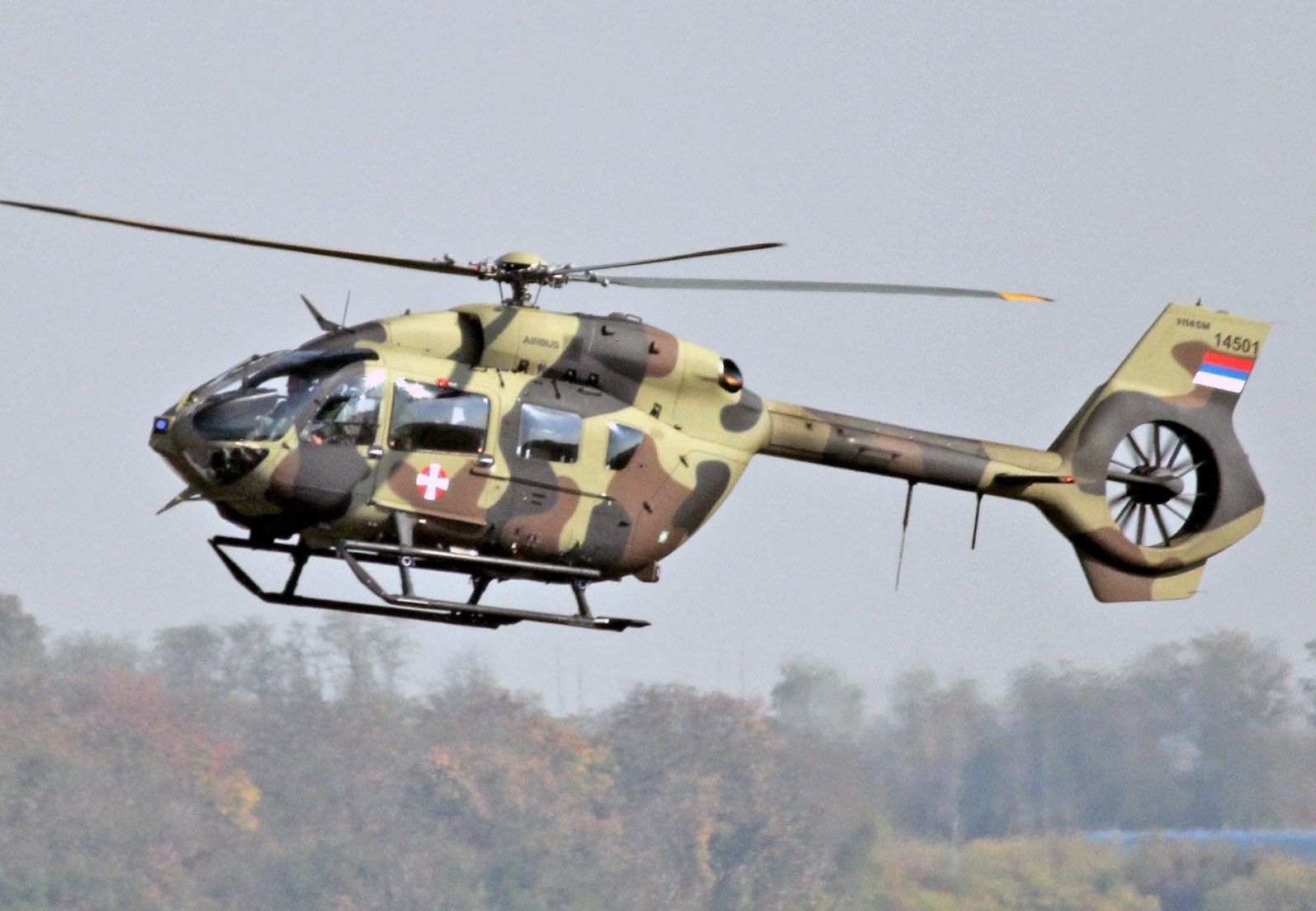
Un H145 de l'armée de l'air serbe en 2019.

- Allemagne : 15 exemplaires commandés par la Heer (Kommando Spezialkräfte, forces spéciales de l'armée de terre)[1]. Les deux premiers exemplaires sont livrés à la Luftwaffe le 8 décembre 2015[4], le dernier en juin 2017[5]
- Belgique : 17 exemplaires commandés : 15 pour la Composante air et 2 pour la police fédérale[6].
- Chypre : 6 à 5 pales commandés en juin 2022 avec 6 options pour la Force aérienne chypriote. Livraison prévue sur cinq ans[7].
- Équateur : 6 destinés à la force aérienne de l'Équateur. 3 livrés en octobre 2020[8], les trois derniers fin avril 2021[9].
- Hongrie : 20 exemplaires destinés à la force aérienne de Hongrie commandés le 29 juin 2018 par le ministère hongrois de la Défense[10].
- Luxembourg : Décision de commander 2 exemplaires pour les Forces armées luxembourgeoises annoncée en janvier 2018[11].
- Royaume-Uni : 3 exemplaires commandés par le ministère britannique de la défense comme hélicoptère d'entraînement au profit de l'UK Military Flying Training System. Ils volent à partir de 2017 à la base aérienne de RAF Shawbury[12].
- Serbie : 6 exemplaires pour l'armée de l'air serbe et 3 autres pour la police serbe commandés le 29 décembre 2016[13]; finalement un appareil destiné à l'armée est livré à la police. Livraison entre octobre 2018 et avril 2021. En octobre 2021, une commande pour 11 autres appareils est annoncée pour les forces armées[14].
- Thaïlande : 5 exemplaires commandés par la Marine royale thaïlandaise, livrés avant fin 2016[15]. Les deux premiers appareils sont livrés le 29 avril 2016[16].

### Hélicoptères comparables
- Bell OH-58 Kiowa
- Hughes MD 500 Defender